# Дискографія Tokio Hotel
Дискографія Tokio Hotel, німецького рок-гурту, складається з трьох музичних альбомів, одного концертного альбому, одного мініальбому, дванадцятьох синглів, чотирнадцятьох музичних кліпів та чотирьох відео-альбомів. Tokio Hotel було засновано 2001 року в Магдебурзі (Німеччина) вокалістом Біллом Кауліцем, гітаристом Томом Кауліцем, барабанщиком Густавом Шефером і бас-гітаристом Георгом Лістінгом.
Дебютний синг гурту «Durch den Monsun» одразу опинився у німецькому сингл-чарті на 15-й позиції (20 серпня 2005 року), а наступного тижня досяг першого місця у рейтингу. Такого ж результату було досягнуто у австрійському сингл-чарті. Після нього був сингл «Schrei», який, проте не мав такого ж колосального успіху, як їх перший сингл «Durch den Monsun»; його найвищою позицією була третя, у Австрії. 19 вересня 2005 року гурт випустив свій дебютний альбом Schrei. В Німеччині та Австрії він досяг найвищих позицій у чарт-рейтингах і був удостоєний звання платинового диска німецькими та австрійськими відділами IFPI та Syndicat National de l'Édition Phonographique (SNEP) у Франції. У 2006 році були випущені третій та четвертий сингли гурту — «Rette mich» та «Der letzte Tag»; обидва досягли перший позицій у тих же Німеччині та Австрії. Головним синглом з другого альбому Tokio Hotel, Zimmer 483, був «Übers Ende der Welt», випущений 26 січня 2007 року. Він став четвертим синглом Tokio Hotel, який досяг першого місця в австрійських та німецьких музичних чартах. 23 лютого 2007 було випущено Zimmer 483, який невдовзі досягнув першої позиції у німецьких альбомних чартах. Другий сингл цього альбому, «Spring nicht», який було випущено 7 квітня, досягнув третьої позиції у чартах Німеччині, 7-ї у Австрії та 21-ї у Швейцарії. Zimmer 483 отримав золотого диска у трьох країнах.
4-го червня 2007 року по всій Європі Tokio Hotel випустили свій перший англомовний альбом, Scream. В німецькомовних країнах його було реалізовано під назвою Room 483; обидві назви перекладені з назв двох німецькомовних альбомів гурту. Scream містить англомовні версії пісень з альбомів Schrei і Zimmer 483. «Monsoon», англомовна версія пісні «Durch den Monsun», була першим синглом з альбому; сингл досягнув 8-ї сходинки у чартах Франції та Італії. У Великій Британії було випущено сингл «Ready, Set, Go!», хоча він і не увійшов до британського чарту Top 40; протягом тижня він утримував 77-у сходинку поки як зовсім не покинув його. Пізніше він досяг 80-ї сходинки у Канаді та 19-ї на чарті Bubbling Under Hot 100 Singles в Сполучених Штатах. «An deiner Seite (Ich bin da)», сингл з Zimmer 483, було випущено у Європі 16 листопада 2007 року, а потім ще й чотири англомовні сингли з альбому Scream. «An deiner Seite (Ich bin da)» у Франції посів 2-у сходинку у чартах, which was then followed by two singles released in the US. Перший американський сингл «Tokio Hotel» вміщував у собі композиції «Scream» та «Ready, Set, Go!» і був доступний у продажу тільки у магазинах Hot Topic. Їхній другий американський сингл, «Scream America!», було випущено 11 грудня 2007 року. Він теж містив «Scream» та «Ready, Set, Go!»; остання була у вигляді реміксу, зробленого учасником гурту AFI Джейдом Пуджетом. «Don't Jump» був останнім синглом з альбому Scream.

## Альбоми

### Студійні альбоми
| 2005                                                                                            | Schrei (альбом) - Випущено: 19 вересня 2005 - Лейбл: Island (#060249874154) - Формати: CD, digital download | 1 | 1  | —  | 36 | 12 | — | — | — | 3  | —  | - AUT: 2× Platinum - EU: Platinum - GER: Platinum - FRA: Platinum - POL: Platinum |
| 2007                                                                                            | Zimmer 483 - Випущено: 23 лютого 2007 - Лейбл: Island (#0602517230934) - Формати: CD, digital download      | 1 | 2  | —  | 13 | 2  | — | — | — | 2  | —  | - AUT: Platinum - SWI: Gold - FRA: Platinum - POL: Gold                           |
| 2007                                                                                            | Scream - Випущено: 1 червня 2007 - Лейбл: Universal (#060075306725) - Формати: CD, digital download         | — | 27 | 6  | 27 | 6  | 2 | 6 | 1 | 26 | 39 | - FRA: Gold - GRE: Gold - ITA: 2× Platinum                                        |
| 2009                                                                                            | Humanoid - Випущено: 2 жовтня 2009 - Лейбл: Universal - Формати: CD, digital download                       | 1 | 8  | 20 | 9  | 3  | 2 | 2 | 8 | 10 | 35 | - GRE: Gold - SPA: Gold - FRA: Gold - POR: Gold - BEL: Gold - ITA: Gold           |
| «—» позначає назву композиції, котра не увійшла до чарту або не була представлена в тій країні. | |   |    |    |    |    |   |   |   |    |    |                                                                                   |

### Концертні альбоми
| 2007                                                                                            | Zimmer 483 — Live in Europe - Випущено: 30 листопада 2007 - Лейбл: Island (#060075310564) - Формати: CD, digital download | — | 67 | 61 | 34 | 34 | 40 | 33 |
| «—» позначає назву композиції, котра не увійшла до чарту або не була представлена в тій країні. | |   |    |    |    |    |    |    |

## Мініальбоми
| Рік  | Подробиці релізу                                                                     |
| ---- | ------------------------------------------------------------------------------------ |
| 2007 | Tokio Hotel - Випущено: 11 вересня 2007 - Лейбл: Cherry Tree/Interscope - Формат: CD |

## Сингли
| 2005                                                                                            | «Durch den Monsun»             | 1 | 1  | —  | —  | —  | —  | — | — | —  | 5  | —  | —   | Schrei                       |
| 2005                                                                                            | «Schrei»                       | 5 | 3  | —  | —  | —  | —  | — | — | —  | 18 | —  | —   | Schrei                       |
| 2006                                                                                            | «Rette mich»                   | 1 | 1  | —  | —  | —  | —  | — | — | —  | 6  | —  | —   | Schrei                       |
| 2006                                                                                            | «Der letzte Tag»               | 1 | 1  | —  | —  | —  | —  | — | — | —  | 7  | —  | —   | Schrei                       |
| 2007                                                                                            | «Übers Ende der Welt»          | 1 | 1  | —  | 3  | —  | 5  | — | — | —  | 2  | —  | —   | Zimmer 483                   |
| 2007                                                                                            | «Spring nicht»                 | 3 | 7  | —  | 10 | —  | 9  | — | — | —  | 21 | —  | —   | Zimmer 483                   |
| 2007                                                                                            | «An deiner Seite (Ich bin da)» | 2 | 6  | —  | —  | 13 | 2  | — | — | —  | —  | —  | —   | Zimmer 483                   |
| 2007                                                                                            | «Monsoon»                      | — | —  | —  | 14 | —  | 8  | 8 | — | 23 | —  | —  | —   | Scream                       |
| 2007                                                                                            | «Ready, Set, Go!»              | — | —  | 80 | —  | —  | —  | — | — | —  | —  | 77 | 119 | Scream                       |
| 2007                                                                                            | «Scream»                       | — | —  | —  | —  | —  | —  | — | 1 | —  | —  | —  | —   | Scream                       |
| 2008                                                                                            | «Don't Jump»                   | — | —  | —  | —  | —  | —  | — | — | —  | —  | —  | —   | Scream                       |
| 2008                                                                                            | «Heilig»                       | — | —  | —  | —  | —  | 11 | — | — | —  | —  | —  | —   | Zimmer 483                   |
| 2009                                                                                            | «Automatisch»                  | 5 | 14 | —  | —  | —  | 2  | — | — | —  | 44 | —  | —   | Humanoid (німецька версія)   |
| 2009                                                                                            | «Automatic»                    | — | —  | —  | —  | —  | —  | — | — | 36 | —  | —  | —   | Humanoid (англійська версія) |
| 2009                                                                                            | «Laß uns laufen»               | — | —  | —  | —  | —  | —  | — | — | —  | —  | —  | —   | Humanoid (німецька версія)   |
| 2009                                                                                            | «World Behind my Wall»         | — | —  | —  | —  | —  | —  | — | — | —  | —  | —  | —   | Humanoid (англійська версія) |
| «—» позначає назву композиції, котра не увійшла до чарту або не була представлена в тій країні. |                                |   |    |    |    |    |    |   |   |    |    |    |     |                              |

## Інше
| Рік  | Пісня            | Альбом                                                           | Примітки                               |
| ---- | ---------------- | ---------------------------------------------------------------- | -------------------------------------- |
| 2007 | «Instant Karma!» | Instant Karma: The Amnesty International Campaign to Save Darfur | В оригіналі записаний Джоном Ленноном. |

## Музичні кліпи
| Рік  | Назва                          | Режисер(и)                          |
| ---- | ------------------------------ | ----------------------------------- |
| 2005 | «Durch den Monsun»             | Сандра Маршнер                      |
| 2005 | «Schrei»                       | Зоран Біхак                         |
| 2006 | «Rette mich»                   | Кат'я Куль                          |
| 2006 | «Der letzte Tag»               | Крістофер Хьорінг                   |
| 2006 | «Wir schließen uns ein»        | Крістофер Хьорінг                   |
| 2007 | «Übers Ende der Welt»          | Крістофер Хьорінг та Даніель Ворвік |
| 2007 | «Spring nicht»                 | Йорн Хайтманн                       |
| 2007 | «Monsoon»                      | Даніель Шайглер                     |
| 2007 | «Ready, Set, Go!»              | Крістофер Хьорінг та Даніель Ворвік |
| 2007 | «An deiner Seite (Ich bin da)» | Хофманн, Бензнер, Рот і Йост        |
| 2007 | «By Your Side»                 | Хофманн, Бензнер, Рот і Йост        |
| 2007 | «1000 Meere»                   | Даніель Шайглер                     |
| 2007 | «Scream»                       | Кат'я Куль                          |
| 2008 | «Don't Jump»                   | Інго Георгі                         |
| 2009 | «Automatic»                    | Крейг Весселс                       |
| 2009 | «Automatisch»                  | Крейг Весселс                       |

## Відео-альбоми
| 2005                                                                                            | Leb die Sekunde — Behind the Scenes - Випущено: 2 грудня 2005 - Лейбл: Universal (#060075302533) - Формат: DVD | 13 | 1 | — | — | — | — | 4 | — | — | — | — | - AUT: Platinum - GER: 2× Platinum - FRA: 3× Platinum |
| 2006                                                                                            | Schrei — Live - Випущено: 7 квітня 2006 - Лейбл: Universal (#060249854971) - Формат: DVD                       | —  | 1 | — | — | — | — | 3 | — | — | — | — | - AUT: Platinum - FRA: 3× Platinum                    |
| 2007                                                                                            | Zimmer 483 — Live in Europe - Випущено: 30 листопада 2007 - Лейбл: Universal (#060251742984) - Формат: DVD     | 1  | 3 | 1 | 2 | 2 | — | 1 | 1 | 1 | — | — | - POR: Platinum - FRA: Diamond                        |
| 2008                                                                                            | Tokio Hotel TV — Caught on Camera - Випущено: 5 грудня 2008 - Лейбл: Universal (#426017874001) - Формат: DVD   | 2  | 5 | 2 | 4 | 2 | 3 | 1 | 1 | 1 | 2 | 6 | - POR: Gold - ITA: Gold - FRA: 2× Platinum            |
| «—» позначає назву композиції, котра не увійшла до чарту або не була представлена в тій країні. | |    |   |   |   |   |   |   |   |   |   |   |                                                       |